# P. V. V. Lakshmi
P. V. V. Lakshmi (Pandimukkala Venkata Vara Lakshmi; * 8. November 1974 in Andhra Pradesh) ist eine indische Badmintonspielerin.

## Karriere
1992 gewann P. V. V. Lakshmi den ersten Juniorentitel im Dameneinzel in Indien, gefolgt vom ersten Titel bei den Erwachsenen 1994. Bei den Olympischen Sommerspielen 1996 erreichte sie Platz 17 im Einzel.
Sie ist die Schwester von P. V. Sharada und mit dem Badmintonspieler Pullela Gopichand verheiratet.

## Sportliche Erfolge
| Saison | Veranstaltung                              | Disziplin   | Platz | Name                               |
| ------ | ------------------------------------------ | ----------- | ----- | ---------------------------------- |
| 1992   | Indien: Einzelmeisterschaften der Junioren | Dameneinzel | 1     | P. V. V. Lakshmi                   |
| 1994   | Indien: Einzelmeisterschaften              | Dameneinzel | 1     | P. V. V. Lakshmi                   |
| 1995   | Indien: Einzelmeisterschaften              | Dameneinzel | 1     | P. V. V. Lakshmi                   |
| 1995   | Indien: Einzelmeisterschaften              | Damendoppel | 1     | P. V. V. Lakshmi / P. V. Sharada   |
| 1996   | Olympia                                    | Dameneinzel | 17    | P. V. V. Lakshmi                   |
| 1997   | India Open                                 | Damendoppel | 5     | P. V. V. Lakshmi / P. V. Sharada   |
| 1999   | Indien: Einzelmeisterschaften              | Damendoppel | 1     | Madhumita Bisht / P. V. V. Lakshmi |